# Trakošćan
Trakošćan je naselje na Hrvaškem, ki upravno spada pod občino Bednja Varaždinske županije.
Trakošćan je turistični kraj s parkom in jezerom nad katerim stoji grad Trakoščan.

## Demografija
| Pregled števila prebivalcev po letih | Pregled števila prebivalcev po letih | Pregled števila prebivalcev po letih | Pregled števila prebivalcev po letih | Pregled števila prebivalcev po letih | Pregled števila prebivalcev po letih | Pregled števila prebivalcev po letih | Pregled števila prebivalcev po letih | Pregled števila prebivalcev po letih | Pregled števila prebivalcev po letih | Pregled števila prebivalcev po letih | Pregled števila prebivalcev po letih | Pregled števila prebivalcev po letih | Pregled števila prebivalcev po letih | Pregled števila prebivalcev po letih |
| ------------------------------------ | ------------------------------------ | ------------------------------------ | ------------------------------------ | ------------------------------------ | ------------------------------------ | ------------------------------------ | ------------------------------------ | ------------------------------------ | ------------------------------------ | ------------------------------------ | ------------------------------------ | ------------------------------------ | ------------------------------------ | ------------------------------------ |
| 1857                                 | 1869                                 | 1880                                 | 1890                                 | 1900                                 | 1910                                 | 1921                                 | 1931                                 | 1948                                 | 1953                                 | 1961                                 | 1971                                 | 1981                                 | 1991                                 | 2001                                 |
| 27                                   | 54                                   | 53                                   | 65                                   | 66                                   | 44                                   | 42                                   | 29                                   | 20                                   | 25                                   | 17                                   | 25                                   | 24                                   | 30                                   | 21                                   |

## Znamenitosti

### Grad Trakoščan
Grad je eden najlepših gradov na hrvaškem, prvič se omenja že v 14. stoletju. Od takrat do 19. stoletja je bil nekajkrat preurejen in dograjevan, večkrat je tudi menjal lastnike. Po letu 1945 pa je bil spremenjen v muzej, v katerem so shranjene umetniške slike, dragocena oprema in stilno pohištvo, arhiv, zbirka starega orožja in druge znamenitosti.